# هاكان فانلي
هاكان فانلي (من مواليد 1 مارس 1963، أنقرة)، هو ممثل مسرحي وسينمائي وتلفزيوني وممثل صوت تركي.
درس هاكان بجامعة هاتسيب قسم مسرح، عمل بمسرح الدولة وأيضا شارك في العديد من الأعمال المسرحية والتلفزيونية والسينمائية، عمل مدرساً في ورش التمثيل وكان له أدوار بالإذاعة، يعتبر العمل المسرحي هو بدايته الحقيقية فقد عمل العديد من الأعمال المسرحية بعد انتهاء دراسته حتى الآن من أبرز أدواره هو مسلسل قيامة أرطغرل سنة 2015 م.
- محمد: سلطان الفتوحات سنة 2024 حتي 2025 م
- فاتح القدس صلاح الدين الأيوبي سنة 2023 حتى 2024 م
- قيامة أرطغرل سنة 2015 حتى 2016 م
- مسلسل محمود مع مريم سنة 2013 م
- وادي الذئاب: الكمين سنة 2012 حتى 2013 م
- مسلسل مدرسة الزواج 2011 - 2012 م